# Nephus
Genre
Nephus est un genre d'insectes coléoptères de la famille des coccinelles.

## Liste des espèces
- Nephus aguilari	Gourreau, 1975
- Nephus bicinctus	(Mulsant & Godart, 1870)
- Nephus bipunctatus	(Kugelann, 1794)
- Nephus bisignatus	(Boheman, 1850)
- Nephus conjunctus	Wollaston, 1870
- Nephus kiesenwetteri	Mulsant, 1850
- Nephus kreticus	Fursch, 1965
- Nephus nigricans	Weise, 1879
- Nephus reunioni	(Fursch, 1974)
- Nephus binotatus	Brisout, 1863
- Nephus flavopictus	(Wollaston, 1854)
- Nephus jacobsoni	Barovskij, 1906
- Nephus limonii	(Donisthorpe, 1903)
- Nephus ludyi	(Weise, 1897)
- Nephus peyerimhoffi	(Sicard, 1923)
- Nephus quadrimaculatus	(Herbst, 1783)
- Nephus redtenbacheri	(Mulsant, 1846)
- Nephus schatzmayri	Canepari & Tedeschi, 1977
- Nephus ulbrichi	Fursch, 1977
- Nephus depressiusculus	(Wollaston, 1867)
- Nephus hiekei	(Fursch, 1965)
- Nephus levaillanti	Mulsant, 1850
- Nephus pooti	Fursch, 1999